# Moengo Festival
Het Moengo Festival is een evenement dat in 2009 en vervolgens jaarlijks vanaf 2013 in Moengo wordt gehouden, een plaats in oostelijk Suriname op 2,5 uur rijden vanaf Paramaribo. Het aantal bezoeken steeg van enkele duizenden in het weekend van 2013 tot meer dan twintigduizend in 2018.
Het festival richt zich met een multidisciplinair programma op een breed publiek, dat bestaat uit bezoekers uit de omgeving, festivalgangers, toeristen en vakmensen uit de kunst- en cultuursector. Het festival kent een driedaags podiumprogramma in het weekend dat rond 20 september op een vrijdag begint.
Vanaf 2019 lag het festival stil omdat de Nationale Democratische Partij (NDP) het gebouw opeiste. In 2023 pakte de stichting de organisatie van het festival weer op. "We moeten weer vanaf scratch beginnen," aldus organisator Marcel Pinas.

## Achtergrond
Het allereerste Moengo Festival was een initiatief van een groep studenten van de TU Delft in samenwerking met de lokale bevolking in Moengo in het jaar 2009. Dit festival had als doel om Marowijne positief op de kaart te zetten. Een aantal jaren later, in 2013, werd het festival opnieuw georganiseerd, waarbij  de evenementen van Carifesta XI in Marowijne, eerder dat jaar, werden gebruikt als voorproefje van het festival. Sindsdien werd het festival een jaarlijks evenement en was d organisatie in handen van Stichting Kibii, met als voorzitter kunstenaar Marcel Pinas. Er gewerkt aan het behoud en de ontwikkeling van de culturele tradities van de marrongemeenschap in de regio. Initiatieven erom heen zijn de oprichting van de Tembe Art Studio, het Contemporary Art Museum, het Marowijne Art Park en de Tembe Recording Studio.
Een bijkomend doel is om verandering te brengen voor de lokale bevolking, die tussen 1986 en 1992 te lijden had onder de Binnenlandse Oorlog. Daarnaast is er door het wegvallen van de bauxietmijnbouw van Suralco in 2015 sprake van economische teruggang en een hoge werkloosheid. Het doel van het festival is om door middel van beeldende kunst en podiumkunst de bewustwording van kunst en cultuur onder de bevolking te vergroten. Pinas' droom is om Marowijne uiteindelijk hét kunstdistrict van Suriname te maken.

## Het programma

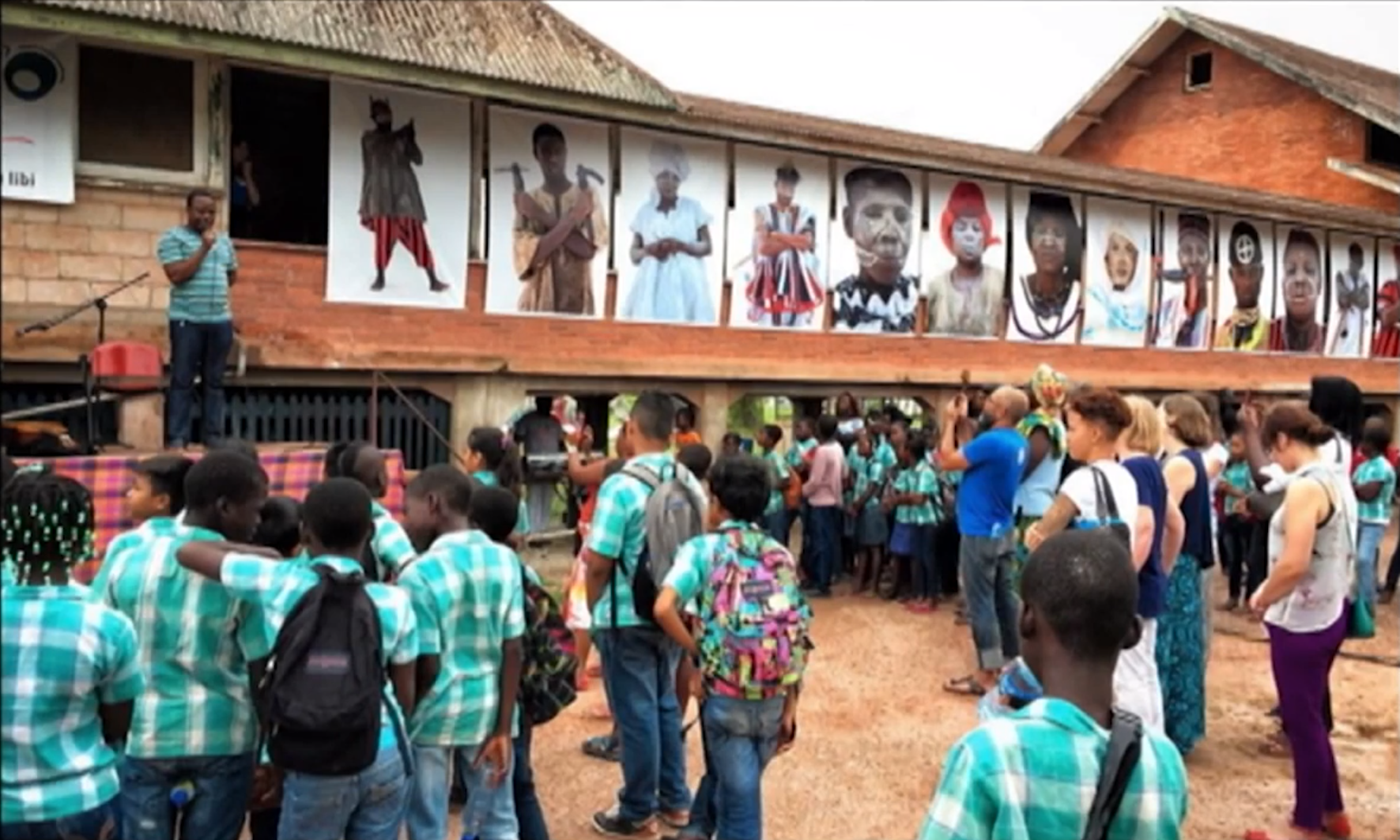
Seminars in de Tembe Art Studio

In de maand voorafgaand aan het podiumprogramma, worden presentaties gegeven in de Tembe Art Studio die zich op hetzelfde terrein bevindt als het festival. Om de drie jaar, tijdens het Moengo Festival of Visual Arts, worden voorafgaande een maand lang exposities gehouden.

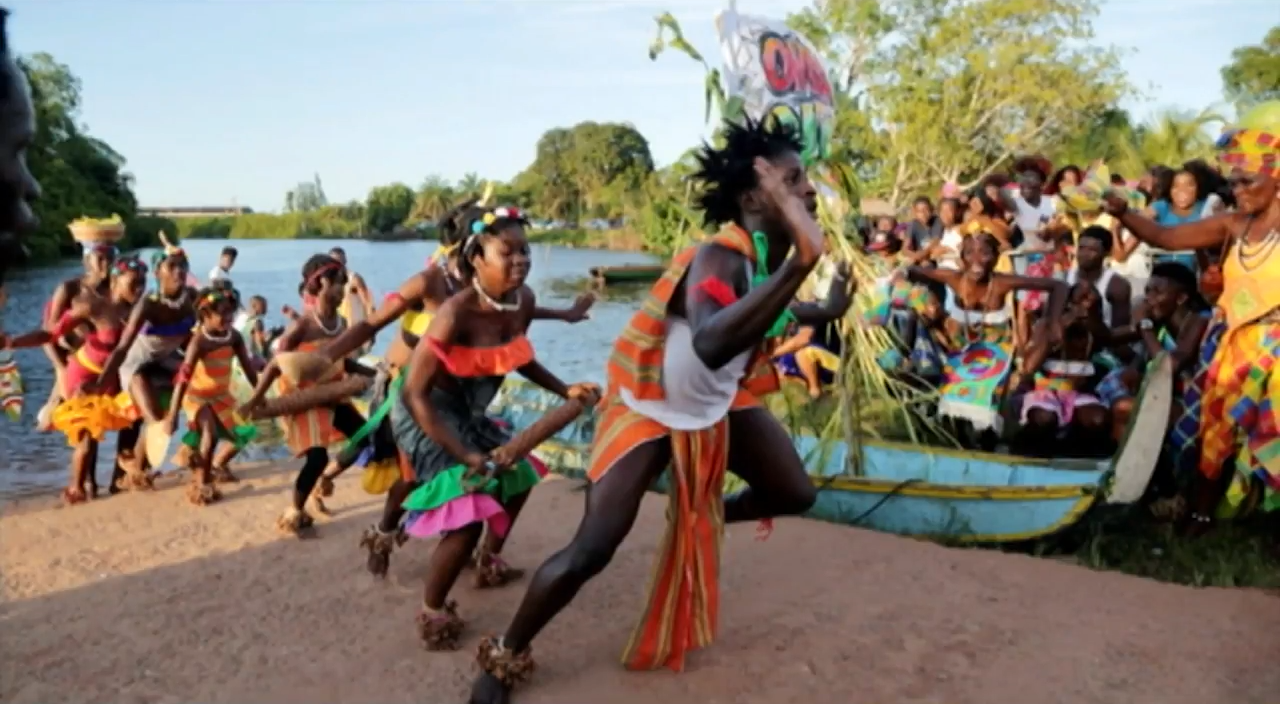
Opening met de Poolo Boto, 2017

Het festival wordt jaarlijks geopend met de 'Poolo Boto'. Hierbij nemen een aantal boten uit verschillende dorpen het tegen elkaar op, in een strijd die bepaald wordt door wie de mooiste boot heeft. De strijd wordt gespeeld met dans, zang en prodo (pronk). De juryleden komen van buiten de lokale marrongemeenschap. Het programma wordt op de eerste dag aangevuld met optredens van cultuurgroepen uit het hele land. Tijdens de volgende twee dagen verloopt het programma van circa vijf à zeven uur 's middags tot twaalf uur 's nachts met optredens op het podium.

## Jaargangen en thema's

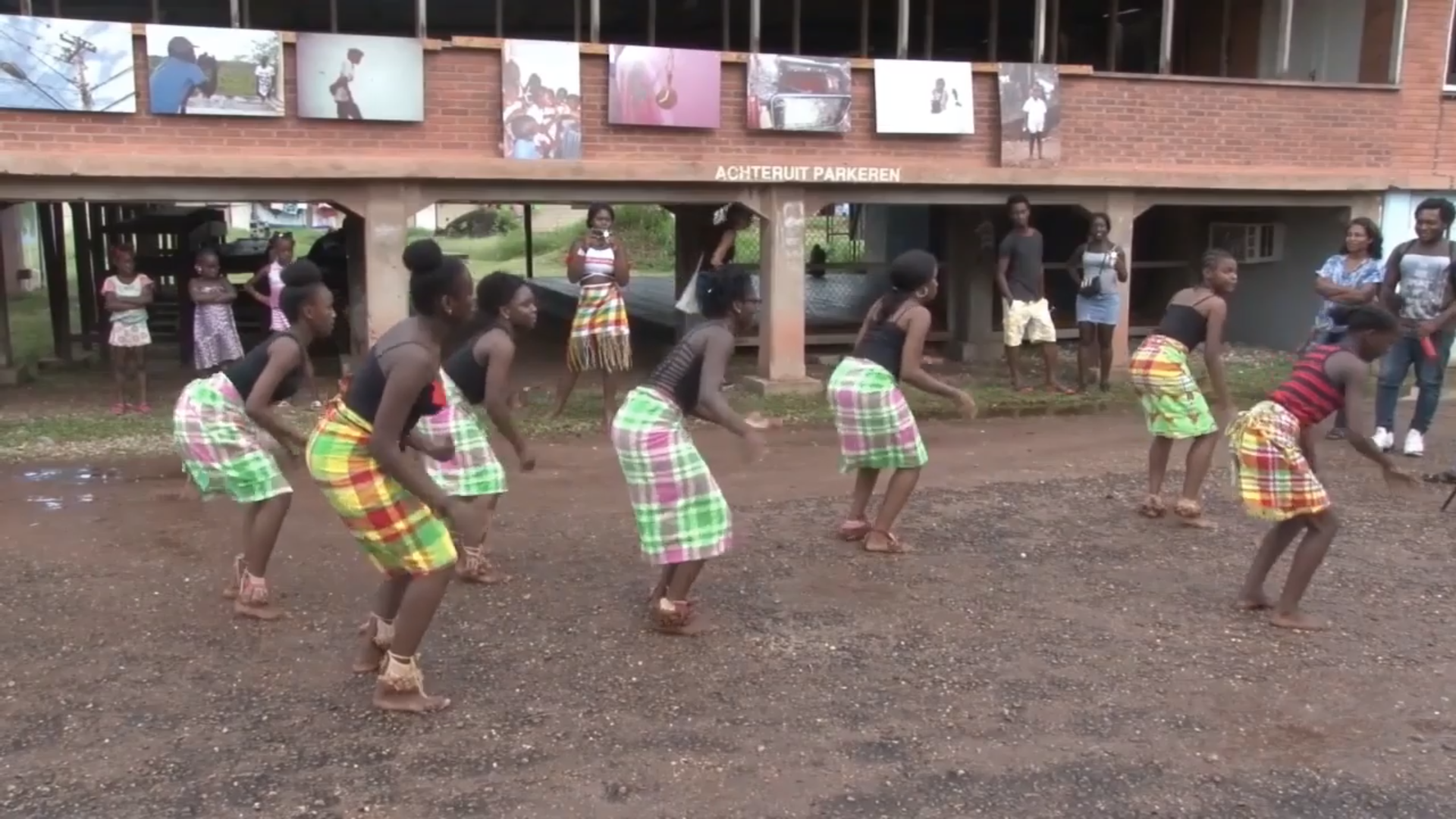
Traditionele dans bij de studio

In 2019 is het festival niet gehouden; in 2020 had het willen terugkomen op drie locaties: Moengo zelf, Albina en St.-Laurent over de grens in Frans Guyana, maar werd dit verhinderd door de coronacrisis.
Het hoofdthema van het festival wisselt driemaal per drie jaar af en is achtereenvolgens muziek, theater/dans en beeldende kunst. De thema's worden na drie jaar weer herhaald. Sinds de oprichting waren ze als volgt:
| jaargangen       | themanaam                          | motto                                   |
| ---------------- | ---------------------------------- | --------------------------------------- |
| 2013, 2016, 2020 | Moengo Festival of Music           | Poku fu kenki (Muziek voor verandering) |
| 2014, 2017       | Moengo Festival of Theatre & Dance | Pee fu wini (Spelen om te winnen)       |
| 2015, 2018       | Moengo Festival of Visual Arts     | Tembe fu libi (Kunst om te leven)       |

Nadat de regering het gebouw in 2019 opeiste, kwam ook het festival abrupt ten einde. Marcel Pinas heeft in de jaren erna de droom om de herstart te maken nog niet opgegeven. In maart 2024 is het museum weer opgen. Tegenover Parbode zei hij toen dat het festival voor zijn 45e verjaardag weer georganiseerd zal gaan worden. Dat is voor 22 maart 1971.

### Moengo Festival of Music

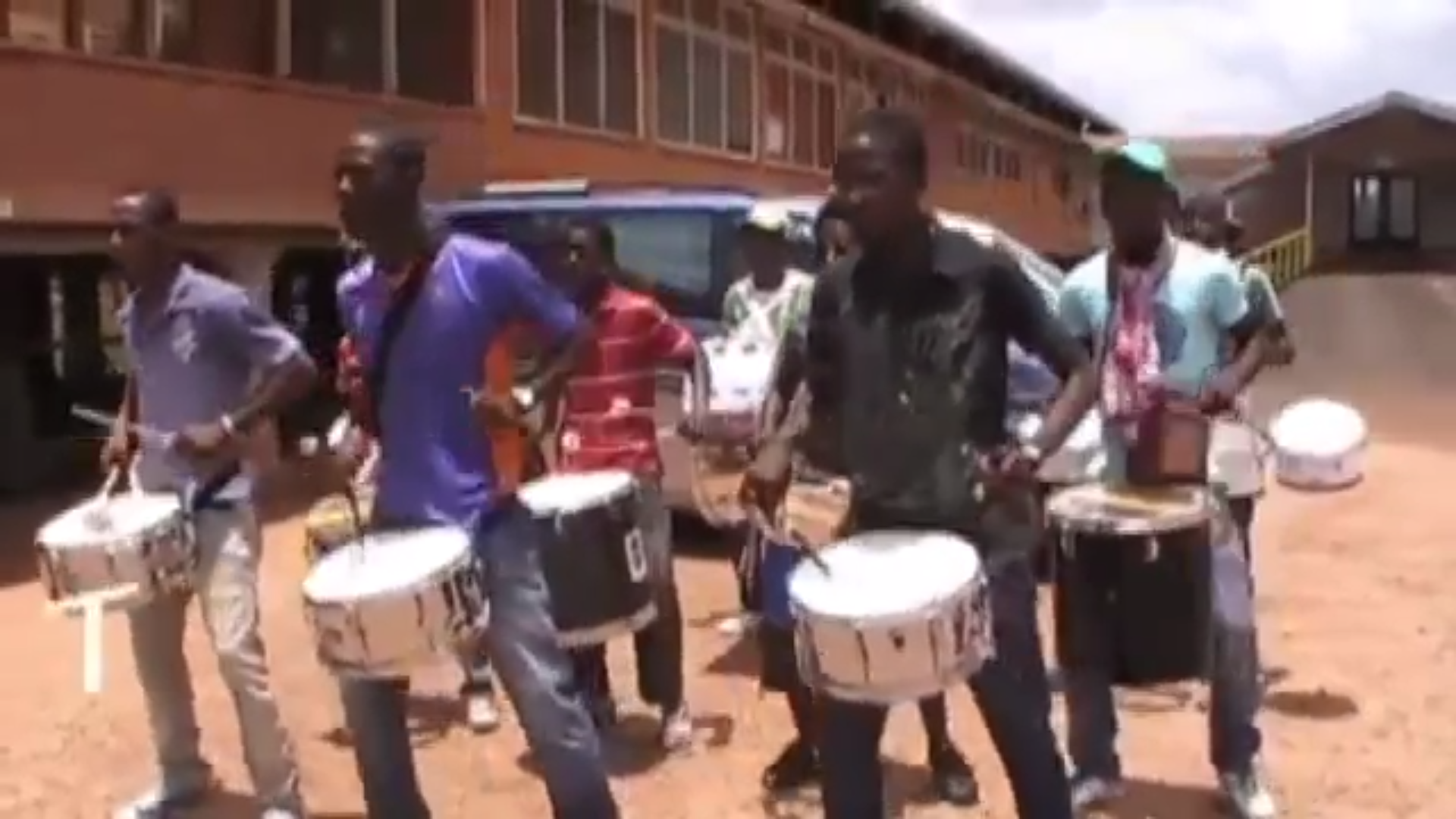
Percussionisten in 2016

Tijdens het Moengo Festival of Music zijn er optredens van soloartiesten en muziekgroepen. Er komen op het festival veel muziekstijlen voorbij, zoals kauna, aleke, aseke, bigi-poku, reggae, rhythm-and-blues en gospel. In 2013 kwam de New Yorkse zangeres Maya Azucena naar het festival voor het geven van diverse zangworkshops.
In 2016 werd voorrang gegeven aan Surinaamse musici en waren er geen optredens van artiesten uit het buitenland. De optredens kwamen van onder meer Salvation & Crew, Hot Fire, Aseke Doti, Rastu, Alka, A.K.Soeti en Patko.

### Moengo Festival of Theatre & Dance

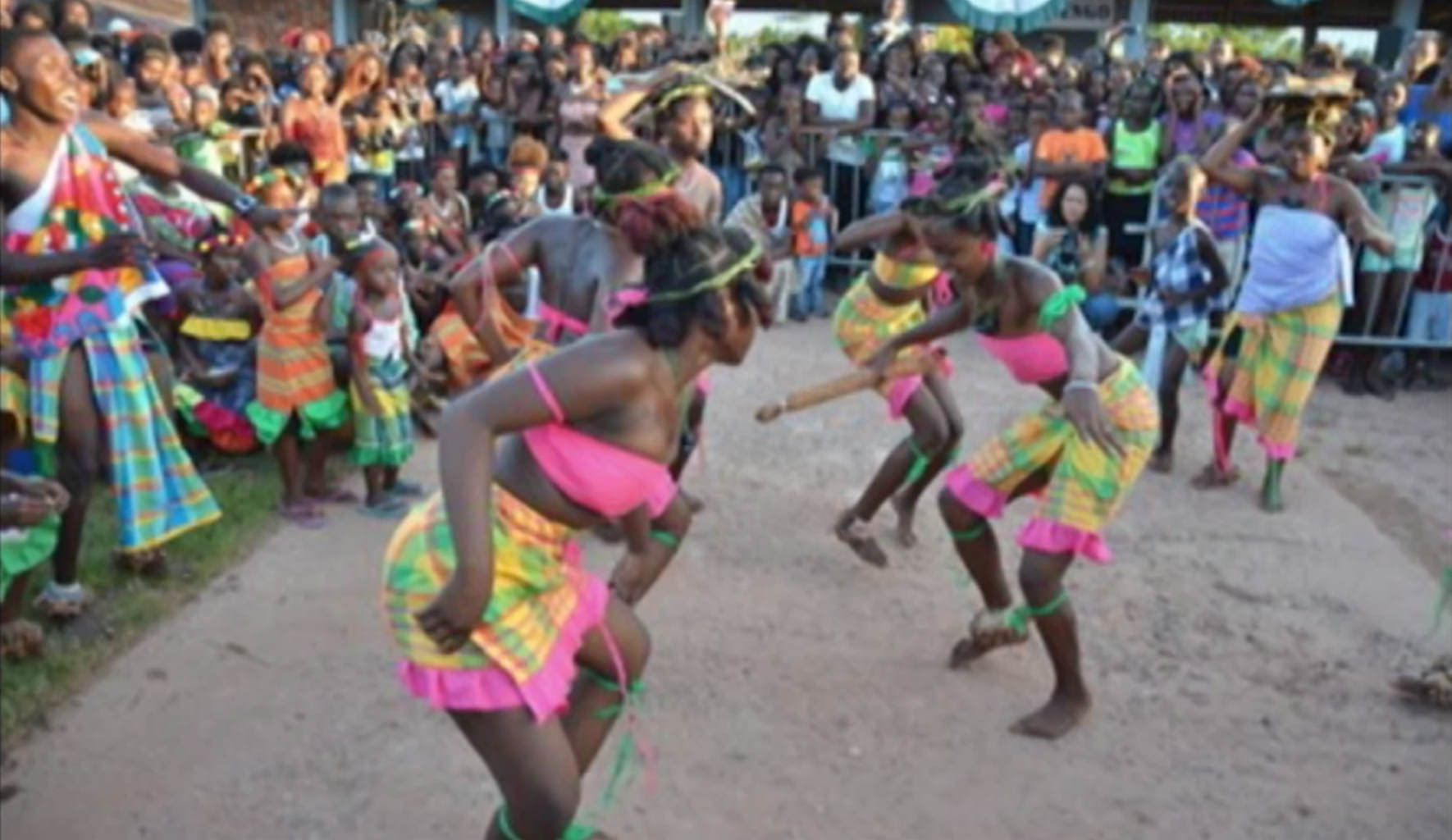
Dansers in 2017

Aan de dansen deden in 2014 vijfenzeventig jongeren mee die wekenlang hadden geoefend. Zij kregen dat jaar training van de Amerikaanse choreograaf en danser Dana Tai Soon Burgess, waardoor ze het vak leerden van een artiest die zichzelf uit een achterstandssituatie had gewerkt. Organisator Pinas hierover: "Jongeren schamen zich, ook voor de negatieve situatie waaruit ze komen. En dat moet veranderen. Het is een proces, maar het gaat de goede kant op. Jongeren durven nu al veel meer."
In 2014 kwam theatermaakster Sophia Jonker naar het festival. Ze presenteerde een digitale installatie met verhalen van Moengonezen met een verschillend levensverhaal: twee gezinnen die nu in Nederland wonen, twee  die in Moengo wonen en twee die afkomstig zijn uit dorpen aan de Cotticarivier.
Voorafgaand aan het festival van 2017 waren er verschillende tegenslagen. In 2016 had een particulier het terrein tijdelijk geclaimd en, kort voordat het festival in 2017 begon, werd elektriciteit en water enige tijd afgesloten. Voorafgaand aan het festival was slechts 60% van de sponsorgelden binnengehaald. Om het festival toch door te kunnen laten gaan, werd daarom toen entreegeld gevraagd. Dat jaar traden artiesten op als Da Reti Pasi, Lantje, Badderman, Jackson Blai en Norma Santé.

### Moengo Festival of Visual Arts

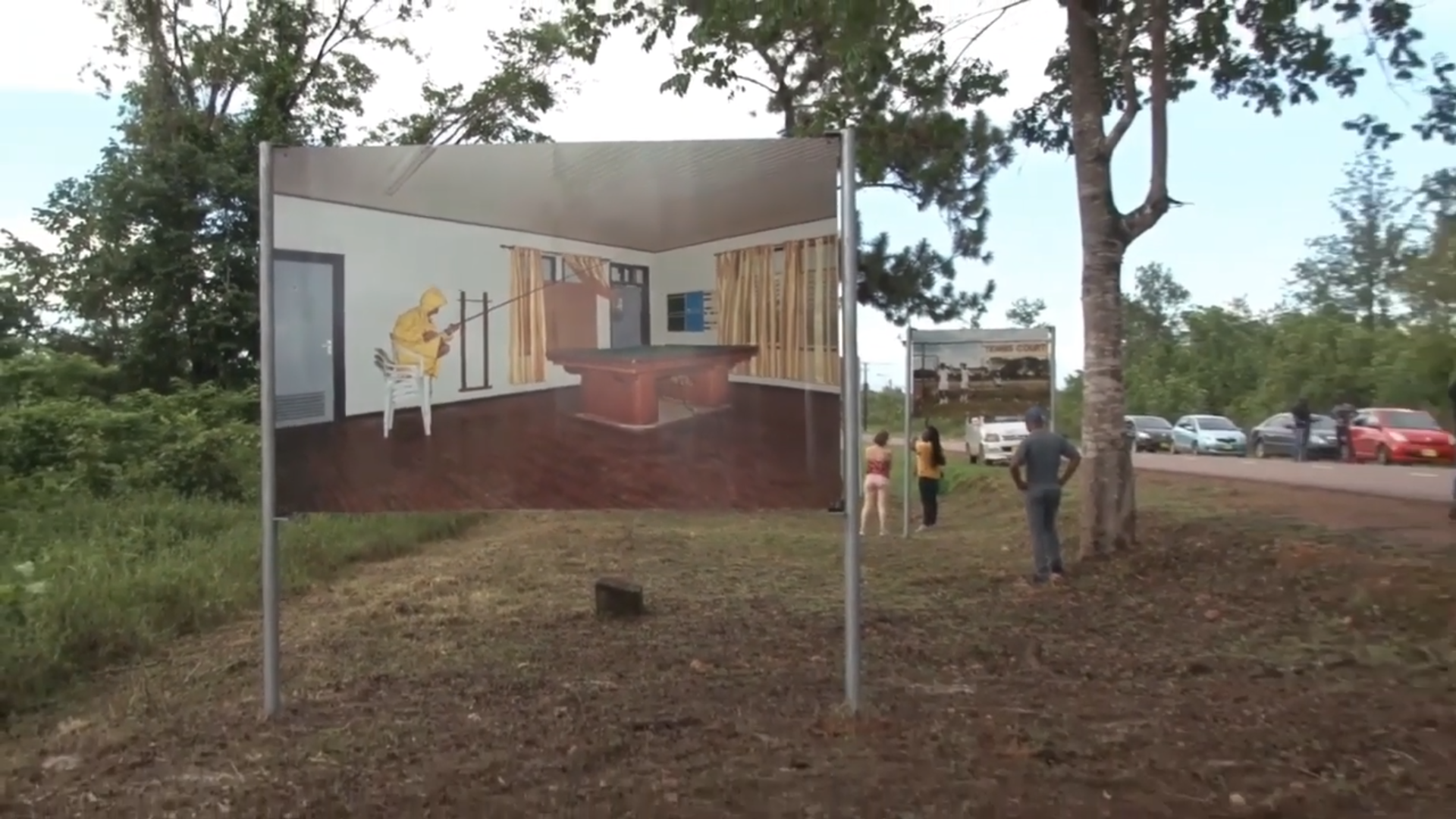
Kunstexpositie langs de straatkant, 2019

Tijdens de eerste editie van het Moengo Festival of Visual Arts in 2015 waren de kunstenaars aanwezig die in de zes jaar ervoor artist-in-residence waren geweest van de Tembe Art Studio. Van gast- en lokale kunstenaars werden tijdens het festival nieuwe werken getoond en werken die ooit in Moengo waren gemaakt. De kunstwerken werden vertoond in de studio, het Contemporary Art Museum, het Marowijne Art Park, de St. Theresiaschool en de Fred Murrayschool.
In 2018 werden de exposities samengesteld door zeven buitenlandse curatoren. Daarnaast werd uit Washington, D.C.  nieuw werk naar het festival meegenomen door de Nigeriaans-Amerikaan Victor Ekpuk. Zijn werk weerspiegelt Afrikaanse en wereldwijde hedendaagse kunst en draait om thema's als identiteit, familie, geslacht, cultuur en politiek. Ook toonden tal van andere kunstenaars uit het buitenland hun werk op het festival.